# Szent Dorottya
Kappadókiai Szent Dorottya (ógörögül: Δωροθέα, latinul: Dorothea), (Kaiszareia Mazaka, 279-290 körül – Kaiszareia Mazaka, 311. február 6.) szentként tisztelt ókeresztény vértanúnő.

## Élete
A kappadókiai Kaiszareia Mazaka (ma Kayseri) városában élt. Híres volt szépségéről, okosságáról és erényességéről. A Diocletianus római császár-féle keresztényüldözés idején Apricius prefektus kínvallatásra fogta, illetve erkölcstelen nők segítségével próbálta a hitétől eltántorítani. Dorottya azonban állhatatos maradt, és meggyőzte a csábító nőket is. Apicius ekkor fővesztésre ítélte, amelyet 311-ben végre is hajtottak.
A legenda szerint a vesztőhelyre hurcolt Dorottyát egy Teofil nevű fiatal ügyvéd gúnyolni kezdteː küldjön égi jegyesének – azaz Krisztusnak – országából néhány szál rózsát és almát, ha valóban oda jut. Dorottya megígérte a kérés teljesítését. Teofil a kivégzés után éppen barátai előtt büszkélkedett lehetetlen kívánságával, amikor egy szép ifjú jött hozzá három szál rózsával és három almávalː Dorottya küldi. Az ügyvéd ennek hatására nyíltan a keresztény vallásra tért, és ugyancsak vértanúként fejezte be az életét.
Dorottya ereklyéi később Kappadókiából Rómába kerültek, ahol tiszteletükre a S. Dorothea-templom épült. A Teofil-féle csoda emlékére tartották évenként Rómában a február 6-i gyümölcsszentelést. Ugyanebből az okból kifolyólag a kertészek védőszentjükként tisztelik Dorottyát. A római katolikus egyház halála napján üli meg emlékét.